# Manual of the Flowering Plants and Ferns of the Transvaal with Swaziland, South Africa
Manual of the Flowering Plants and Ferns of the Transvaal with Swaziland, South Africa (abreviado Man. Pl. Transvaal) es un libro con ilustraciones y descripciones botánicas que fue escrito por el botánico cuáquero y agrostólogo inglés Joseph Burtt Davy. Fue publicado en 2 partes en Londres y Nueva York en los años 1926-1932 con el nombre de Manual of the Flowering Plants and Ferns of the Transvaal with Swaziland, South Africa, by Joseph Burtt Davy. With illustrations by W. E. Trevithick and Alice Bolton Davy.